# Hoya phyllura
Hoya phyllura är en oleanderväxtart som beskrevs av Ernest Justus Schwartz. Hoya phyllura ingår i släktet Hoya och familjen oleanderväxter. Inga underarter finns listade i Catalogue of Life.